# Anolis chamaeleonides
Anolis chamaeleonides är en ödleart som beskrevs av  Duméril och BIBRON 1837. Anolis chamaeleonides ingår i släktet anolisar, och familjen Polychrotidae. Inga underarter finns listade i Catalogue of Life.